# 石井泰助
石井 泰助（いしい たいすけ、1865年6月3日（慶応元年5月10日） - 1931年（昭和6年）7月11日）は、明治から大正時代の政治家。神奈川県橘樹郡川崎町長、川崎市長。神奈川県多額納税者。

## 経歴・人物
先代の材木商・石井泰助の長男として神奈川県橘樹郡川崎町（現・川崎市）にて生まれ、1891年（明治24年）8月、家督を相続し、幼名「泰次郎」を改め「泰助」を名乗る。石井家は、代々「吹田屋」を号し材木商を営んだ地元の名士。吹田屋は、1876年（明治9年）に石井材木店と改称し、さらに同年、石井合名会社となる。
川崎町会議員、川崎町助役を経て、川崎町長を3期務める。1901年（明治34年）橘樹郡会議員に当選。1916年（大正5年）7月、町長を辞し、水道敷設の常任委員に転じる。1924年（大正13年）7月1日に市政施行により川崎市が成立すると、同年12月、官選初代川崎市長に就任した。市政では特に水道敷設、工業誘致、多摩川の改修に尽力した。

## 栄典

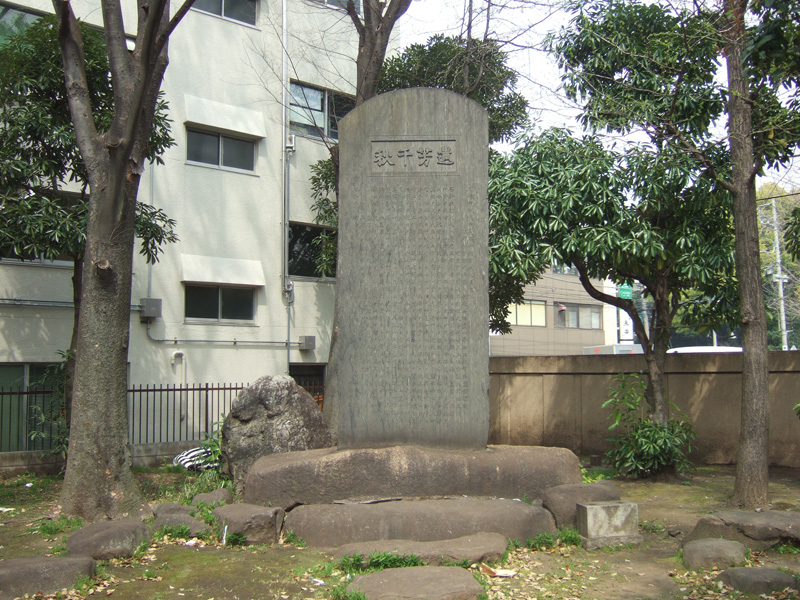
稲毛公園にある石井泰助の称徳碑

- 藍綬褒章[4]

## 親族
- 養子：石井利恵（川崎銀行取締役・石井平四郎の次女）[3][4][5]
- 養兄：石井富吉（吹田屋、雑貨商）[3][4][6]
- 養子：石井恒夫（神奈川県農工銀行、鎌倉銀行取締役・猪熊元之助の弟）[4][7]